# 오케스트럴 팝
오케스트럴 팝(영어: Orchestral pop) 또는 간단히 줄여 오크팝(영어: Ork-pop)은 관현악단이 참여하고 편곡된 팝 음악을 뜻한다. 심포닉 팝 또는 챔버 팝과 융합되기도 한다.

## 역사
1960년대 동안 미국과 영국의 영화 및 라디오에서의 대중 음악은 틴 팬 앨리에서 적절하게 편곡하고 리허설을 하던 스튜디오 음악가들이 잔향이 가득한 록 기타, 관현악의 현악기, 호른 등을 통합하며 만든 조금 더 별난 음악으로 옮겨져 갔다. 1960년대 중반 멀티 트랙 녹음의 급속한 발전은 프로듀서들이 훨씬 복잡하고 음향적으로 정교한 편곡으로 녹음을 할 수 있게 하는 능력을 만들어냈다. 비틀즈의 관현악적 편곡을 하던 조지 마틴, 제임스 본드 영화 시리즈의 음악을 만든 존 배리를 포함한 팝 편곡자들과 프로듀서들은 자신들의 음악가의 작품에 오케스트럴 팝을 집어넣었다. 또한 1960년대에는 오케스트라가 참여한 〈Yesterday〉를 포함해 비틀즈가 작곡한 많은 곡들이 오케스트라 적으로 편곡됐다. 보스턴 팝스 오케스트라와 같은 일부 교향악단은 대중음악을 만들기 위해 특별히 만들어지기도 했다.
크리스 닉슨은 "1966년의 필수적 오케스트럴 팝"은 "따분하고 이지 리스닝적인 것보다는 도전적"이라고 언급했다. 스핀은 버트 배커랙과 비치 보이스의 브라이언 윌슨을 오케스트럴 팝의 "신"이라고 표현했다. 닉슨은 스콧 워커를 오케스트럴 팝의 정점이라고 말하면서 "그의 가장 활동적이었던 기간인 1967년에셔 70년, 그는 비틀즈만큼 혁신적인 작품들을 자신만의 방법으로 만들어냈다. 그는 [헨리] 맨시니와 배커랙의 아이디어를 이론적 결론으로 끌고와 오케스트럴 팝의 콘셉트를 근본적으로 재정의했다"고 표현하였다.
21세기에서는 소수의 음악가들이 오케스트럴 팝을 탐구하고 있으며, 대표적으로는 악틱 몽키즈의 프론트맨 알렉스 터너와 솔로 음악가 마일즈 케인이 결성한 라스트 섀도 퍼펫츠가 있다.

## 오크팝
오크팝(영어: Ork-pop)은 오케스트럴 팝에서 이름을 따온 1990년대 운동의 이름이다. 오크팝 운동의 선도적이었던 예술가들로는 염-염, 하이 라마스, 리처드 데이비스, 에릭 매튜스, 스푸키 루벤, 위치 헤이즐과 플러시로도 알려진 리암 헤이스 등이 있다. 매튜스와 데이비스는 카디널이라는 듀오를 결성하여 오크팝의 선두주자로 여겨졌다.

### 참고 자료
- Hawkins, Stan (2015). 《Queerness in Pop Music: Aesthetics, Gender Norms, and Temporality》. Routledge. ISBN 978-1-317-58972-3.
- Lanza, Joseph;  외. (2008).  DJ Spooky That Subliminal Kid, 편집. 《Sound Unbound:Sampling Digital Music and Culture》. MIT 출판부. ISBN 978-0-262-26646-8.